# Mount Constance
Mount Constance – szczyt w USA, w stanie Waszyngton (Hrabstwo Jefferson), położony 60 km na zachód od Seattle. Jest to trzeci pod względem wysokości szczyt gór Olympic Mountains. Szczyt leży na granicy Parku Narodowego Olympic, 40 km na wschód od Mount Olympus.
Szczyt w porównaniu do Mount Olympus ma niewielką liczbę lodowców i jest znacznie skąpiej pokryty śniegiem, gdyż znajduje się już w cieniu opadowym Olympic Mountains. Góra ma dwa wierzchołki, niższy nazywany południowym ma wysokość 2304 m n.p.m.. Mount Constance jest najbardziej widowiskowym szczytem widzianym Puget Sound.